# Servei de Seguretat d'Ucraïna
El Servei de Seguretat d'Ucraïna, ucraïnès: Служба безпеки України, transliterat Slujba bezpeki Ukraïni, és una agència de seguretat ucraïnesa. L'acrònim SBU, ucraïnès: СБУ, és el nom comú empleat pels ucraïnesos per referir-se als serveis secrets. El SBU és el responsable de la seguretat de l'Estat, de les seves institucions i els seus representants. Igualment, també està a càrrec del contraespionatge, de la lluita contra el terrorisme, el contraban i el tràfic d'armes. L'SBU va ser creat el 20 de setembre de 1991, just després que Ucraïna guanyés la seva independència, i és hereu de l'antiga secció ucraïnesa del KGB. Durant els seus primers anys va mantenir a la major part del personal procedent de l'etapa soviètica. En 2004 el Departament d'intel·ligència de l'SBU va ser reorganitzat en una agència independent que es va denominar "Servei d'Intel·ligència Estrangera d'Ucraïna", sent responsable tant de la intel·ligència estrangera com de la seguretat externa.

## Directors de l'SBU
| Nom | Inici                  | Final                  | Notes                  |                                            |
| 1   | Nikolai Goluixko       | 20 de setembre de 1991 | 6 de novembre de 1991  | Creació de l'SBU / independència d'Ucraïna |
| 2   | Ievhèn Martxuk         | 6 de novembre de 1991  | 12 de juliol de 1994   |                                            |
| 3   | Valeri Màlikov         | 12 de juliol de 1994   | 3 de juliol de 1995    |                                            |
| 4   | Volodímir Ràdtxenko    | 3 de juliol de 1995    | 22 d'abril de 1998     |                                            |
| 5   | Leonid Dèrkatx         | 22 d'abril de 1998     | 10 de febrer de 2001   |                                            |
| 6   | Volodímir Ràdtxenko    | 10 de febrer de 2001   | 2 de setembre de 2003  |                                            |
| 7   | Íhor Smeixkò           | 4 de setembre de 2003  | 4 de febrer de 2005    | Revolució Taronja                          |
| 8   | Oleksandr Turtxínov    | 4 de febrer de 2005    | 8 de setembre de 2005  |                                            |
| 9   | Íhor Drijtxani         | 8 de setembre de 2005  | 22 de desembre de 2006 |                                            |
| 10  | Valentín Nalivàitxenko | 22 de desembre de 2006 | 11 de març de 2010     | Interí entre 2006 i 2009                   |
| 11  | Valeri Khoroixkovski   | 11 de març de 2010     | 18 de gener de 2012    |                                            |
| 12  | Volodímir Rokitski     | 19 de gener de 2012    | 3 de febrer de 2012    | Interí                                     |
| 13  | Íhor Kalinin           | 3 de febrer de 2012    | 9 de gener de 2013     |                                            |
| 14  | Oleksandr Iakímenko    | 9 de gener de 2013     | 24 de febrer de 2014   | Manifestacions de l'EuroMaidan             |
| 15  | Valentín Nalivàitxenko | 24 de febrer de 2014   | 18 juny 2015           | Annexió russa de Crimea                    |
| 15  | Vassil Hritsak         | 18 juny 2015           | —                      |                                            |